# Werner Munzinger
Werner Munzinger (Olten, Suïssa, 21 d'abril de 1832 - Awsa, Etiòpia, 16 de novembre de 1875) fou un viatger i escriptor suís.
Estudià llengües orientals i ciències naturals a Berna, Múnic i París, i el 1852 partí vers Egipte, confiant-se’li dos anys més tard la direcció d'una expedició comercial al mar Roig i va romandre algun temps a Massawa i Keren.
El 1855 emprengué una expedició a l'Àfrica occidental, i el 1861 prengué part en l'expedició de Theodor von Heuglin (1824-1876) a l'Àfrica central, succeint-lo com a cap a la seva mort.
El 1865 s'encarregà del consolat anglès a Massawa i el 1869 del francès, renunciant a ambdós el 1870.

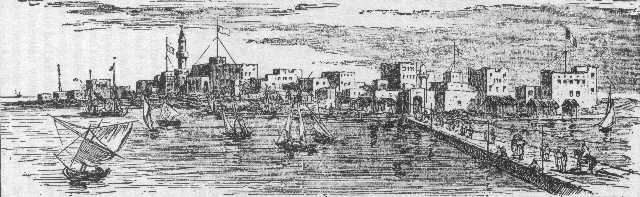
El port de Massawa en el temps de Werner Munzinger

Després entrà al servei del khediv que el 1871 l'anomenà governador de Massawa, i el 1872 governador general del Sudan Oriental.
El 1875 emprengué una expedició contra els gal·les i fou mort per aquests.

## Obra
- Über die Sitten und das Recht der Bogos (Winterthur, 1859)
- Ost-Afrikanische Studien (Schaffhausen, 1864; 2a Ed. Basilea, 1883)
- Die deutsche Expedition in Ostafrika (Gotha, 1865)
- Vocabulaire de la langue de Tigré (Leipzig, 1865)

A més a més, publicà nombrosos articles en revistes geografiques i una memòria vers les fronteres septentrionals d'Abissínia (Zeitschrift für Allgemeine Erdkunde, nova sèrie, tom III).